# ベルモール
ベルモール（英語：Bell Mall）は、栃木県宇都宮市陽東六丁目に立地するショッピングセンターである。通称はベルモ。
シンガー日鋼の工場跡地を利用して、地元企業の株式会社ベルモール（旧 株式会社鈴直）が開発・運営している。

## 概要
延床面積は店舗約81,000平方メートル（約24,500坪）、駐車場約76,500平方メートル（約23,000坪）、駐車台数約5,000台。道を隔ててウェストサイド（西館）とイーストサイド（東館）とに分かれる。
ウェストサイドにはイトーヨーカドーと各種専門店、レストラン、フードコート、書店、DVD/CDショップ、眼科、歯科などがある。屋外にはちびっ子広場やアルパカ広場が設けられ、2020年（令和2年）現在、4頭のアルパカが飼育・公開されている。イーストサイドにはシネマコンプレックス、フィットネスクラブ、家電量販店がある。ウェストサイドとイーストサイドはスカイブリッジ（空中回廊）で結ばれている。また、ウェストサイド北側の鬼怒通り沿いにはTBSハウジング宇都宮ベルモール会場がある。
2021年（令和3年）2月23日にイトーヨーカドー小山店（栃木県小山市）が閉店して以降、栃木県にイトーヨーカドーが出店する唯一の商業施設となっている。2025年（令和7年）1月26日に花巻店（岩手県花巻市）が閉店して以降、日本最北のイトーヨーカドー店舗となったほか、同年2月24日に竜ケ崎店（茨城県龍ケ崎市）が閉店して以降、北関東唯一のイトーヨーカドー店舗となっている。
株式会社ベルモールは、当施設のほかに、宇都宮市大谷町で観光商業施設「ベルテラシェ大谷」を運営するほか、ミズノ・日本水泳振興会と運営共同企業体を結成して、日環アリーナ栃木の管理・運営を手掛けている。

## 主なテナント
核店舗はイトーヨーカドー宇都宮店である。
ベルモール専門店テナントの一覧・詳細情報は公式サイト「ショップガイド」を、イトーヨーカドー宇都宮店に出店している専門店の一覧は「イトーヨーカドー宇都宮店 専門店街」をそれぞれ参照。

### イーストサイド
- ベル・フィットネス[11]
- 宇都宮天然温泉 ベルさくらの湯[12]
- ケーズデンキ ベルモール宇都宮

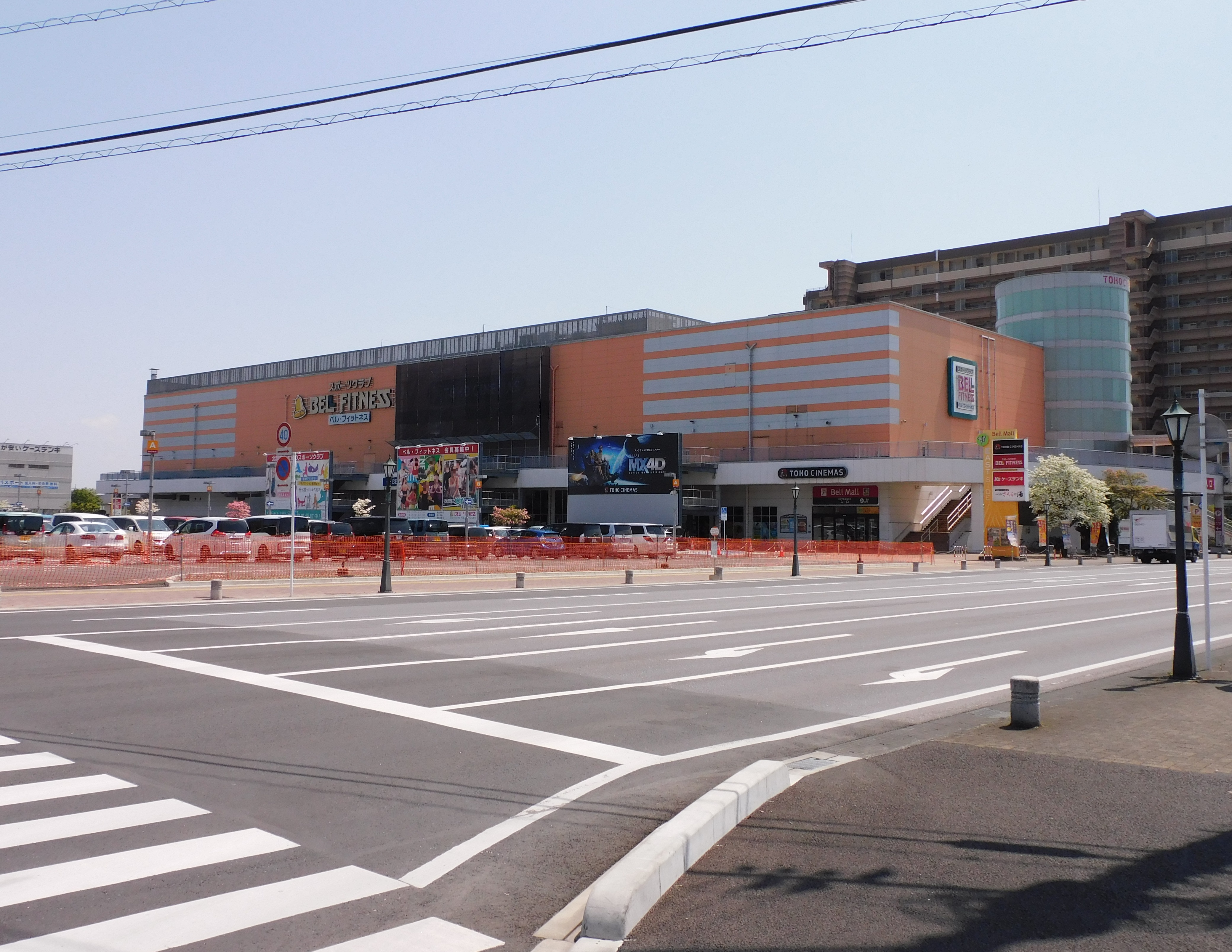
ベルモール イーストサイド（2023年4月）
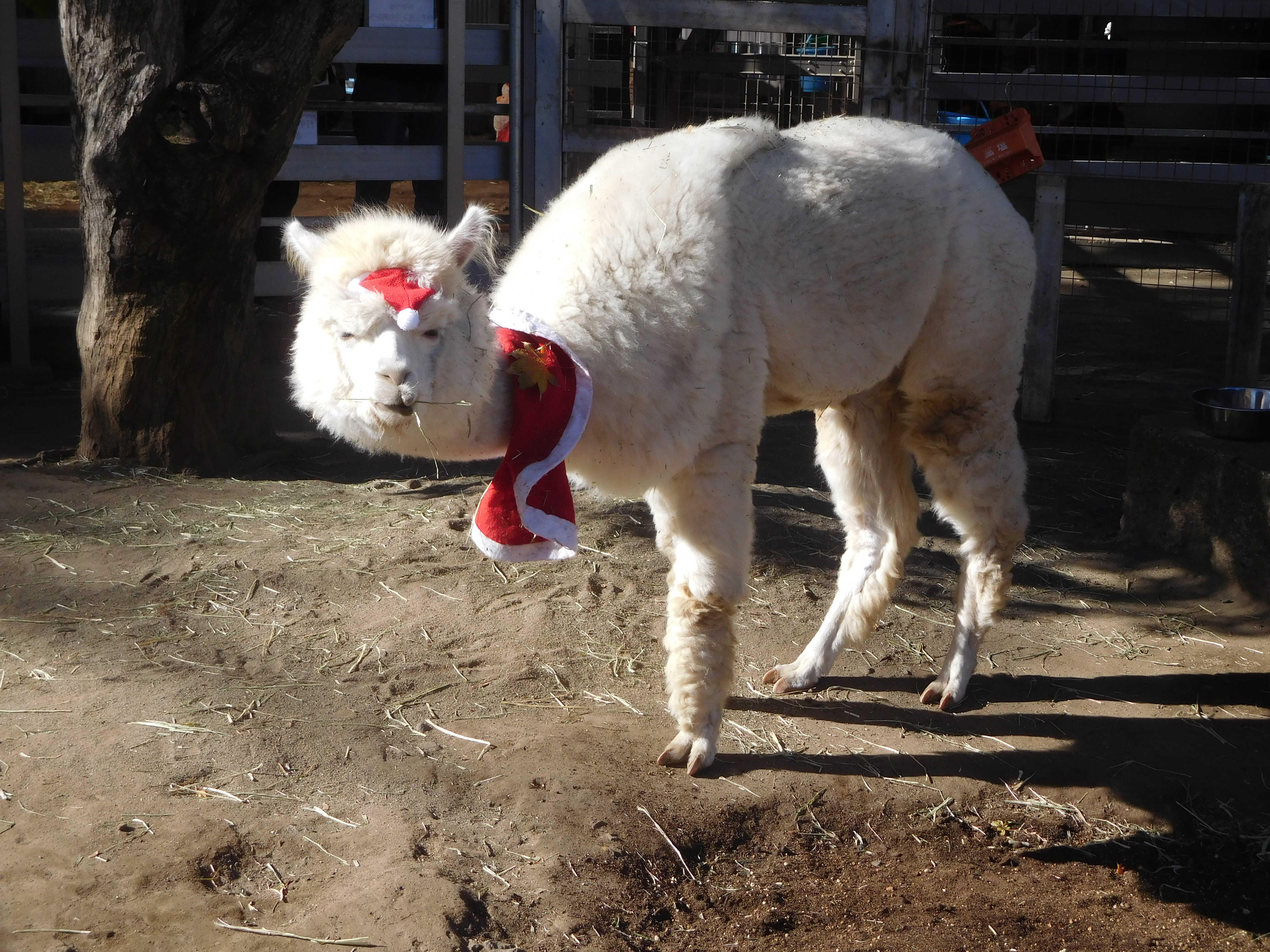
アルパカの「紅葉」（2020年11月）

#### TOHOシネマズ宇都宮
10スクリーン／1,693席（車椅子21席）を有するシネマコンプレックス。

##### 年表
- 2004年（平成16年）6月19日 - 東宝東日本興行の運営・経営により開館。
- 2008年（平成20年）3月1日 - 運営・経営をTOHOシネマズへ移管。
- 2015年（平成27年）12月 - スクリーン5に「MediaMation MX4D」を導入[13]。
- 2025年（令和7年）7月 - スクリーン10に「IMAXレーザー」を導入[14]。

| No. | 座席数 | 車椅子 | Size   | Size   | 備考         |
| No. | 座席数 | 車椅子 | 縦     | 横     | 備考         |
| --- | ------ | ------ | ------ | ------ | ------------ |
| １  | 445    | 3      | 6.7    | 16.2   |              |
| 2   | 105    | 2      | 3.0    | 7.2    |              |
| 3   | 125    | 2      | 2.9    | 6.8    |              |
| 4   | 105    | 2      | 3.1    | 7.5    |              |
| 5   | 84     | 2      | 3.5    | 8.3    | MX4D         |
| 6   | 152    | 2      | 3.4    | 8.1    |              |
| 7   | 93     | 2      | 3.2    | 7.6    |              |
| 8   | 93     | 2      | 3.0    | 7.3    |              |
| 9   | 248    | 2      | 6.0    | 14.3   |              |
| 10  | 243    | 2      | 非公表 | 非公表 | IMAXレーザー |

### ウェストサイド1階
- SPORTS DEPO
- GOLF5
- デコホーム
- マツモトキヨシ
- フードパーク（フードコート）
- カルディコーヒーファーム
- anySiS /anyFam
- grove
- レストランパーク
- 落合書店

#### イトーヨーカドー専門店
- Honeys

### ウェストサイド2階
- Dear PATTY'S（生活雑貨）
- TAKA-Q
- サンリオギフトゲート
- 駄菓子ふうりん堂
- ORIHICA
- AMOSTYLE
- ザ・ダイソー
- BELLUNA
- レストランパーク
- TAITO STATION
- OWNDAYS

#### イトーヨーカドー専門店
- Right-on
- UNIQLO大型店
- ABC-MART
- JINS
- Francfrancfranc
- HMV

## カリヨン
店舗内中央部のカリヨン（時計台）は世界最大級の大きさで、毎時0分になると鐘（ベル）が時を告げる。クリスマスツリーの上にベルが配置された形状になっている。
毎回異なったメロディが奏でられる。楽曲の一例は下表を参照。なお、メロディは年5回ほど入れ替わる。
| 時間 | 楽曲の例                   | 備考                            |
| ---- | -------------------------- | ------------------------------- |
| 10時 | 花のワルツ                 | 『くるみ割り人形』第2幕の第13曲 |
| 11時 | もみじ                     |                                 |
| 12時 | ウェストミンスターチャイム |                                 |
| 13時 | 踊ろう楽しいポーレチケ     | ポーランドの民謡                |
| 14時 | ゆりかごのうた             |                                 |
| 15時 | 聖者の行進                 |                                 |
| 16時 | つき                       |                                 |
| 17時 | アマリリス                 | 作曲：フランク・ブリッジ        |
| 18時 | サンタ・ルチア             |                                 |
| 19時 | A列車で行こう              |                                 |
| 20時 | 九月の雨                   |                                 |
| 21時 | 枯葉                       |                                 |

付記事項
- 店舗外壁にも計36のモーター式スイングベルが設置されている。同スイングベルは10時（開店時間）、12時、17時に鳴らされる。

## 周辺への影響
最も競合しているのは福田屋百貨店（FKD）である。宇都宮市街地から西部の客は福田屋ショッピングプラザ宇都宮店、宇都宮市東部から栃木県南東部（芳賀郡）の客はFKDショッピングモール宇都宮インターパーク店との奪い合いとなっている。このように宇都宮周辺は屈指の郊外型ショッピングセンターの激戦区となっている。
宇都宮市では郊外で競争が激化するのに反比例して、中心繁華街（宇都宮市の中心市街地）の空洞化が進んでいる。宇都宮市の中心市街地であるオリオン通りに2001年に開店した109 UTSUNOMIYAは、近隣の宇都宮パルコとの競合やベルモール開業の影響でわずか3年9か月で閉鎖に追い込まれた。また、宇都宮パルコも郊外の店舗及びインターネットの台頭などの要因で2019年5月に閉店している。

## アクセス

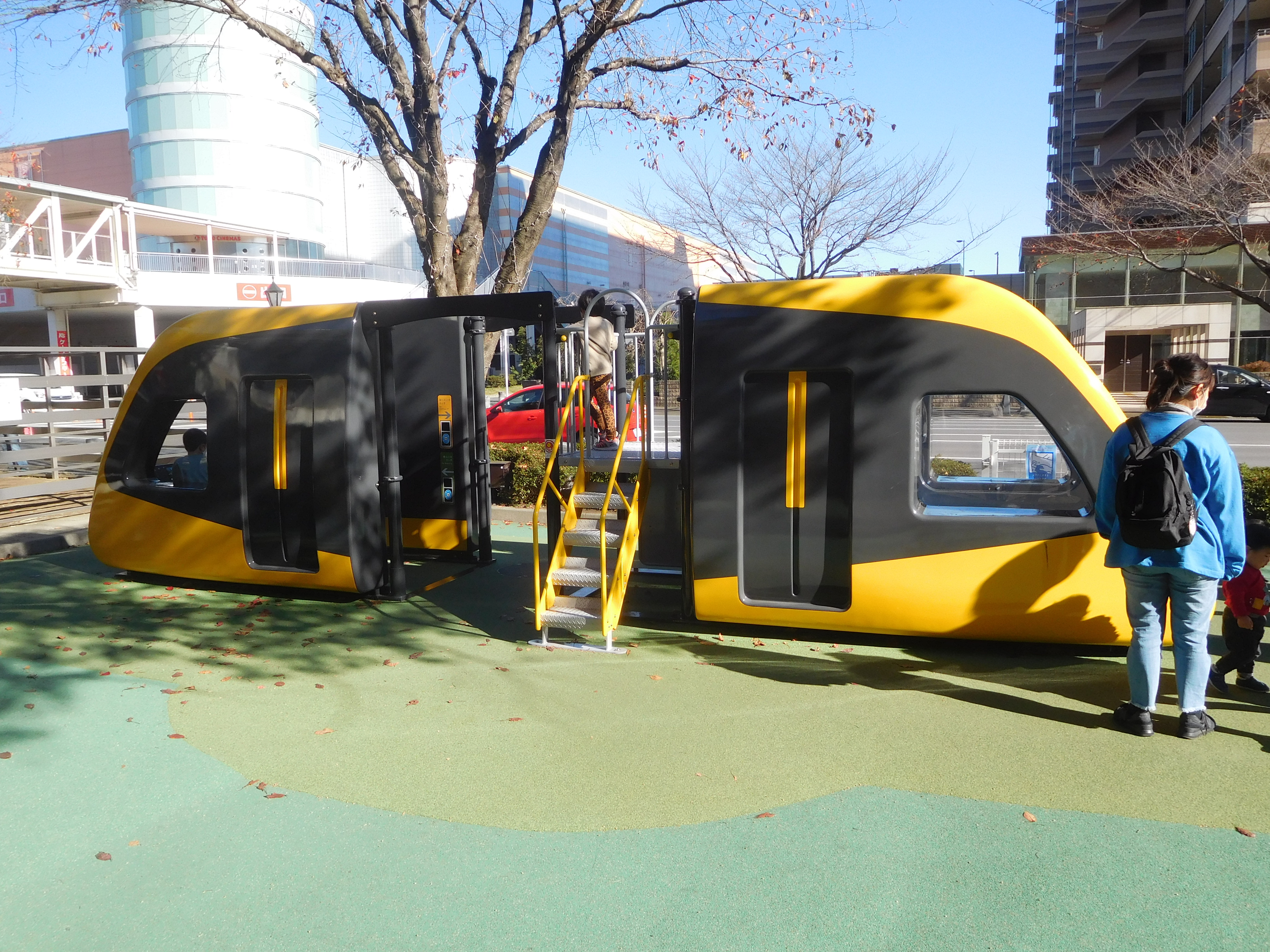
宇都宮ライトレールの車両をイメージしたすべり台（2020年11月）

### 公共交通機関
最寄り駅は宇都宮ライトレール（以下、LRT）宇都宮大学陽東キャンパス停留場、最寄りバス停は関東自動車「ベルモール」停留所である。
交通結節点としてバスターミナルと「宇都宮大学陽東キャンパストランジットセンター」が併設されており、東武宇都宮駅、岡本駅、真岡駅、益子駅方面へ向かう各路線バスが運行されている。

### 自家用車
最寄りICは北関東自動車道宇都宮上三川ICである。
駐車場は有料である。2023年5月31日までは無料だったが、LRT利用者がベルモールを利用せずに、LRTに乗車することだけに駐車場を利用するパーク&ライド問題が生じる恐れがあることや、そもそも駐車場の台数が限られているという事情などを踏まえ、同年6月1日に有料化を実施した。これに併せて、ナンバー精算システムを導入している。

## 5周年記念ソング
2009年にエフエム栃木（RADIO BERRY）とのコラボレーション企画により、開業5周年記念ソングの歌詞募集が行われ、公募総数は200通を越えた。一般公募した歌詞に音楽ユニットi-nosのhottaが作曲・アレンジ・演奏を、綾が歌唱を担当したテーマ曲（「幸せカリヨンの街」）が完成し、同年10月28日にベルモールで披露ライブが行われた。この曲は店内でも1時間ごとに館内放送で流される。
Wエンジンのチャン・カワイは2015年6月28日に「宇都宮ベルモール」と題したブログで、同曲の感想を「なんだかすっごい優しい曲で…気がついたら鳥肌立ちまくりで…もう泣きそうになるぐらい素敵な曲でした」とつづっている。

## ロケ撮影
映画などのロケーション撮影を受け入れており、撮影のために営業時間中に貸し出しを行ったこともある。
- 映画『散歩する侵略者』（2017年公開）[25]
- ドラマ『おかしな刑事17』（2018年放送）[26]
- 映画『町田くんの世界』（2019年公開）[27]
- 映画『君が世界のはじまり』（2020年公開）[28]

## 関連会社
株式会社ベルモールの関連会社は、下記の各社がそれに該当する。
- 株式会社ベルシステムズ[29]
- 株式会社ユニオン・トレード[30]
- 大谷石産業株式会社[31]